# Abel Kirui
Abel Kirui (* 6. April 1982 in Bomet, Rift Valley) ist ein kenianischer Langstreckenläufer, der sich auf die Marathonstrecke spezialisiert hat. In dieser Disziplin wurde er 2009 und 2011 Weltmeister.

## Leben
2006 wurde er Sechster beim Berliner Halbmarathon in 1:01:15 h und Neunter beim Berlin-Marathon in 2:17:47 h. Im darauffolgenden Jahr gewann er den Paderborner Osterlauf in 1:01:32 h und wurde beim Vienna City Marathon Dritter in 2:10:41 h. Als Sechster des Rotterdam-Halbmarathons steigerte er seine Halbmarathonbestzeit auf 1:00:11 h und wurde dann beim Berlin-Marathon Zweiter in 2:06:51 h hinter Haile Gebrselassie, der Weltrekord lief. 2008 stellte er beim Vienna City Marathon mit 2:07:38 h einen Streckenrekord auf.
2009 belegte er beim Rotterdam-Marathon den dritten Platz. Mit seiner dabei erzielten neuen persönlichen Bestleistung von 2:05:04 h belegte er zu diesem Zeitpunkt den sechsten Rang in der ewigen Weltbestenliste. Vier Monate später sicherte er sich bei den Weltmeisterschaften in Berlin den Titel im Marathon. Mit seiner Siegerzeit von 2:06:55 h stellte er einen neuen Meisterschaftsrekord auf. Bei den Weltmeisterschaften 2011 in Daegu wiederholte er diesen Triumph in einer Zeit von 2:07:38 h. Bei den Olympischen Spielen 2012 in London erlief sich Kirui in 2:08:27 h die Silbermedaille.
Am 9. Oktober 2016 gewann Kirui den Chicago-Marathon in 02:11:23 h.

## Bestleistungen
- 10.000 m: 28:16,86 min, 28. Juni 2008, Nairobi
- Halbmarathon: 1:00:11 h, 9. September 2007, Rotterdam
- Marathon: 2:05:04 h, 5. April 2009, Rotterdam